# 张宪一
张宪一（1954年9月—），男，河北人，中华人民共和国政治人物、外交官。

## 生平
1977年，进入中华人民共和国外交部工作，先后在驻丹麦大使馆、外交部西欧司、外交部办公厅任职，后任至外交部办公厅参赞。1998年，升任外交部办公厅副主任。2000年7月，出任中华人民共和国驻莱索托大使。2003年9月，出任中华人民共和国驻津巴布韦大使。2006年，任外交部大使。2009年3月，出任中华人民共和国驻孟加拉国大使。2012年3月，出任中华人民共和国驻斯洛文尼亚大使。2015年3月，自驻斯洛文尼亚大使离任。

## 家庭
已婚，有一女。